# Ctenichneumon kamegamoriensis
Ctenichneumon kamegamoriensis là một loài tò vò trong họ Ichneumonidae.